# Johann Recktenwald
Johann Recktenwald (* 24. Juni 1882 in Bliesen; † 16. April 1964) leitete von 1934 bis 1945 die seinerzeitige NS-Zwischenanstalt Andernach und war in dieser Funktion an den Euthanasieverbrechen der Nationalsozialisten beteiligt.
Er hatte 1907 in Marburg sein Staatsexamen gemacht, zwei Jahre später promoviert, danach in verschiedenen psychiatrischen Anstalten gearbeitet. Im Ersten Weltkrieg diente er als Militärarzt. 1916 heiratete er. Von 1920 bis 1927 arbeitete er bereits in Andernach als Oberarzt, danach in Bonn und in Bedburg-Hau. Zum 1. Mai 1933 trat er in die NSDAP ein (Mitgliedsnummer 2.069.466). Bereits im August 1939, kurz vor dem Überfall auf Polen, wurde Recktenwald zum Chefarzt des Reservelazaretts ernannt. Am 9. März 1945 wurde er von Angehörigen der US-Armee verhaftet und erst am 3. Dezember 1946 entlassen. Am 12. März 1947 erfolgte die erneute Verhaftung, diesmal durch deutsche Behörden. Bis 15. August 1949 befand er sich in Untersuchungshaft. Vom Landgericht Koblenz wurde er Ende Juli 1948 zu acht Jahren Haft verurteilt. Dieses Urteil hob das Oberlandesgericht Koblenz am 14. Juli 1949 wieder auf. Der Fall wurde 1950 erneut vor dem Schwurgericht in Koblenz verhandelt. Hier wurde er freigesprochen. Rechtskraft hatte dieses Urteil im April 1951 – das Oberlandesgericht hatte die von der Staatsanwaltschaft beantragte Revision verworfen.
1963 veröffentlichte Recktenwald das Buch Woran hat Adolf Hitler gelitten? Eine neuropsychiatrische Deutung.

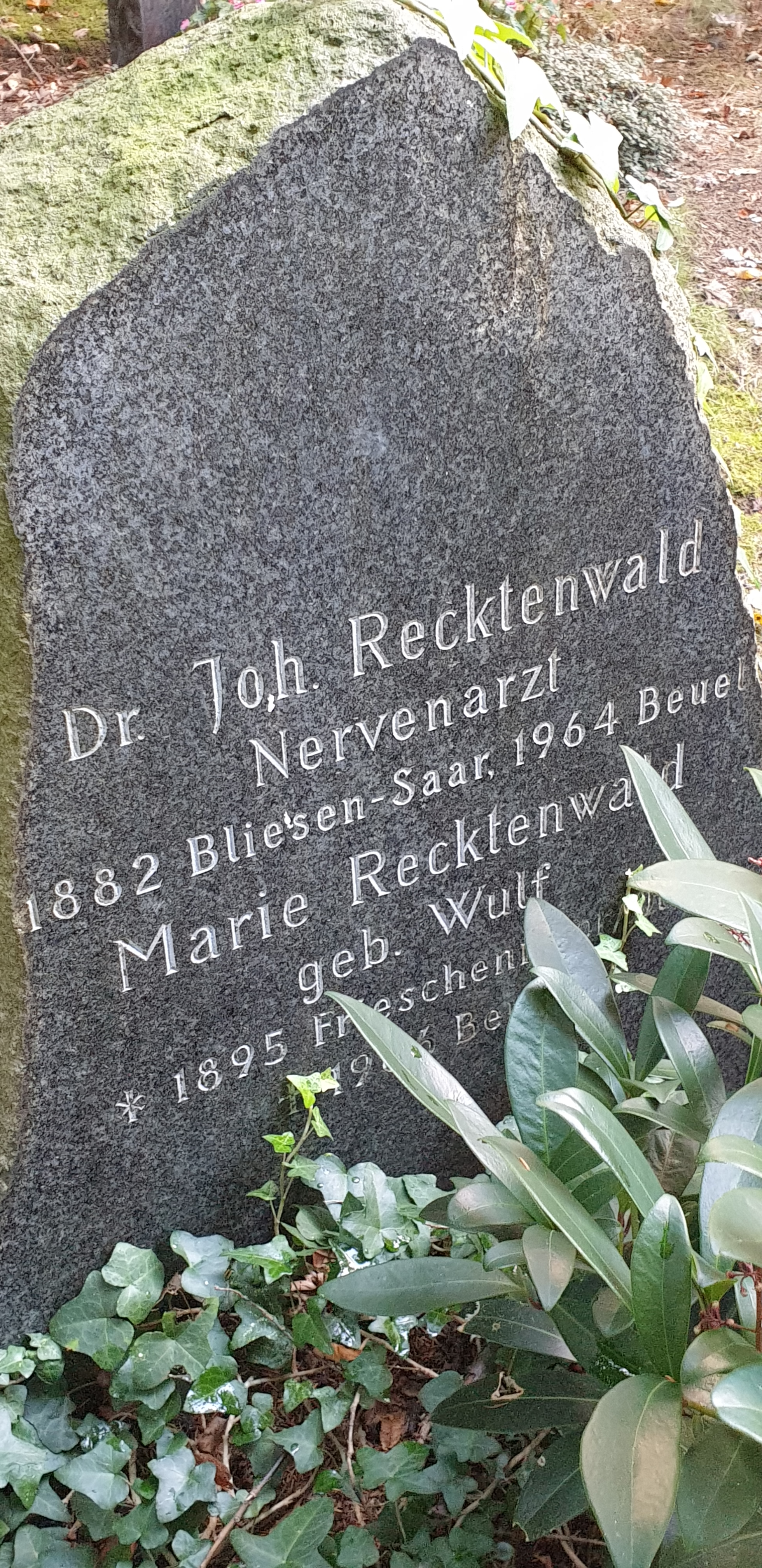
Urnengrab für Johann Recktenwald auf dem Poppelsdorfer Friedhof in Bonn